# شکور اکبرنژاد
شکور اکبرنژاد (زادهٔ ۱۳۳۹ در تبریز) سیاستمدار ایرانی و نمایندهٔ حوزهٔ انتخابیهٔ تبریز، آذرشهر و اسکو در دورهٔ هشتم مجلس شورای اسلامی بوده‌است.